# Ian Raby
Ian Ewart Raby (Woolwich, Engleska, 22. rujna 1921. − Lambeth, Engleska, 7. studenog 1967. ) je bio britanski vozač automobilističkih utrka. Počeo se utrkivati 1953. u Formuli 3, u bolidima koje je sam izgradio, pošto je bio vlasnik jedne garaže u Brightonu.  No ubrzo je počeo nastupati u Cooperovim bolidima, u kojima je pobijedio na utrkama sportskih automobila na Crystal Palaceu 1957. i Brands Hatchu 1959. Na utrci 24 sata Le Mansa je nastupio 1957. u bolidu Cooper T39-Climax zajedno s Jackom Brabhamom kao suvozačem. Dvojac je osvojio treće mjesto u svojoj klasi S1.1, te 15. mjesto u ukupnom poretku. U Formuli 1 je počeo nastupati 1959., no samo na neprvenstvenim utrkama. Svjetskom automobilističkom prvenstvu pridružio se 1963., a najbolji rezultat je ostvario na Velikoj nagradi Velike Britanije na stazi Silverstone 1965. kada je završio na 11. mjestu. Najbolji rezultat na neprvenstvenim utrkama, ostvario je 1963. na utrci XV Gran Premio di Roma na stazi Vallelunga, kada je u bolidu Gilby-BRM osvojio treće mjesto. U Europskoj Formuli 2 je nastupao 1967. u bolidu Brabham-Lotus za momčad Ian Raby Racing. Jedine bodove osvojio je na Hockenheimringu, kada je utrku završio na petom mjestu. Iste sezone na utrci u Zandvoortu 30. srpnja doživio je nesreću, od čijih je posljedica preminuo nešto više od tri mjeseca kasnije.

## Vanjske poveznice
- Ian Raby - Driver Database
- Ian Raby - Stats F1
- All Results of Ian Raby - Racing Sports Cars